# Campeonato Europeo de Patinaje de Velocidad sobre Hielo de 1997
El XCI Campeonato Europeo de Patinaje de Velocidad sobre Hielo se celebró en Heerenveen (Países Bajos) del 10 al 12 de enero de 1997 bajo la organización de la Unión Internacional de Patinaje sobre Hielo (ISU) y la Federación Neerlandesa de Patinaje sobre Hielo. Javier Abad alójate la correa
Las competiciones se realizaron en el estadio Thialf de la ciudad neerlandesa.

## Resultados

### Masculino
| Evento              | Oro                                      | Plata                                       | Bronce                                       |
| ------------------- | ---------------------------------------- | ------------------------------------------- | -------------------------------------------- |
| 500 m               | Ids Postma · Países Bajos · 36,77 s      | Davide Carta · Italia · 37,51 s             | Rintje Ritsma · Países Bajos · 37,91 s       |
| 1500 m              | Ids Postma · Países Bajos · 1:52,94      | Rintje Ritsma · Países Bajos · 1:54,26      | Falko Zandstra · Países Bajos · 1:54,60      |
| 5000 m              | Kjell Storelid · Noruega · 6:47,21       | Falko Zandstra · Países Bajos · 6:47,96     | Rintje Ritsma · Países Bajos · 6:48,12       |
| 10 000 m            | Rintje Ritsma · Países Bajos · 13:59,65  | Kjell Storelid · Noruega · 14:03,40         | Ids Postma · Países Bajos · 14:11,56         |
| Clasificación total | Ids Postma · Países Bajos · 157,790 pts. | Rintje Ritsma · Países Bajos · 158,790 pts. | Falko Zandstra · Países Bajos · 160,444 pts. |

### Femenino
| Evento              | Oro                                         | Plata                                   | Bronce                                        |
| ------------------- | ------------------------------------------- | --------------------------------------- | --------------------------------------------- |
| 500 m               | Emese Hunyady · Austria · 41,20 s           | Tonny de Jong · Países Bajos · 41,35 s  | Mihaela Dascălu · Rumania · 41,62 s           |
| 1500 m              | Tonny de Jong · Países Bajos · 2:03,71      | Emese Hunyady · Austria · 2:05,36       | Gunda Niemann · Alemania · 2:05,37            |
| 3000 m              | Tonny de Jong · Países Bajos · 4:15,87      | Gunda Niemann · Alemania · 4:17,87      | Barbara de Loor · Países Bajos · 4:19,15      |
| 5000 m              | Tonny de Jong · Países Bajos · 7:21,44      | Carla Zijlstra · Países Bajos · 7:23,40 | Gunda Niemann · Alemania · 7:23,45            |
| Clasificación total | Tonny de Jong · Países Bajos · 169,375 pts. | Gunda Niemann · Alemania · 171,153 pts. | Barbara de Loor · Países Bajos · 171,848 pts. |

## Medallero
- Solo se otorgan medallas en la clasificación general.

| Núm. | País         | Oro | Plata | Bronce | Total |
| ---- | ------------ | --- | ----- | ------ | ----- |
| 1    | Países Bajos | 2   | 1     | 2      | 5     |
| 2    | Alemania     | 0   | 1     | 0      | 1     |
|      | TOTAL        | 2   | 2     | 2      | 6     |